# Russell Jacoby
Pour les articles homonymes, voir Jacoby.
Russell Jacoby (né le 23 avril 1945) est un historien américain. 

## Publications

### Ouvrages en anglais
- Dialectic of Defeat: Contours of Western Marxism (Cambridge University Press, 1981)
- The Repression of Psychoanalysis: Otto Fenichel and the Political Freudians (Basic Books, 1983)
- The Last Intellectuals: American Culture in the Age of Academe (Basic Books, 1987; new edition with new Introduction, Basic Books 2000)
- Dogmatic Wisdom: How the Culture Wars Divert Education and Distract America (Doubleday, 1994)
- The Bell Curve Debate: History, Documents, Opinions (Times Books, 1995).
- The End of Utopia: Politics and Culture in the Age of Apathy (Basic Books, 1999)
- Picture Imperfect: Utopian Thought for an Anti-Utopian Age (Columbia University Press, 2005)
- Bloodlust: On the Roots of Violence from Cain and Abel to the Present (Free Press, 2011)

### Ouvrages traduits en français
- Russell Jacoby (trad. de l'anglais par Karine Reigner), Les ressorts de la violence – peur de l'autre ou peur du semblable [« Bloodlust: On the Roots of Violence from Cain and Abel to the Present »], Paris, Belfond, coll. « L'esprit d'ouverture », 2014, 330 p. (ISBN 978-2-7144-5135-4)
- Russell Jacoby, Otto Fenichel : destins de la gauche freudienne [« The Repression of Psychoanalysis: Otto Fenichel and the Political Freudians »], Presses universitaires de France, coll. « Bibliothèque de psychanalyse », 1986, 224 p. (ISBN 978-2-13-039876-9)
- Russell Jacoby (trad. Robert Sayre), « Les derniers intellectuels », L'Homme et la société, vol. 93, no 3,‎ 1989, p. 65-81

## Prix et récompenses
- Bourse Guggenheim, 1980
- Fondation nationale pour les sciences humaines
- Gilder Lehrman Institute of American History, 1999